# Nati nel 2001/Marzo
| Questa pagina contiene informazioni ricavate automaticamente dalle voci biografiche con l'ausilio del template Bio e di un bot. L'aggiornamento è periodico e automatico e ricostruisce completamente la pagina. Se manca una persona in questa lista, sei pregato di non aggiungerla, ma accertati piuttosto che la sua voce biografica contenga il template Bio e che i dati anagrafici siano correttamente compilati. Se il template Bio manca, inseriscilo tu stesso o, in alternativa, metti l'avviso {{tmp\|Bio}} che ne segnala la mancanza. Se i dati riportati sono sbagliati, correggi direttamente la voce biografica; le modifiche saranno visibili in questa lista entro pochi giorni. Per chiarimenti vedi il progetto biografie. La lista contiene solo le 277 persone che sono citate nell'enciclopedia e per le quali è stato implementato correttamente il template Bio. Pagina aggiornata al 10 ago 2025. |

- 1º marzo - Kleis Bozhanaj, calciatore albanese
- 1º marzo - Ethan Brooks, calciatore sudafricano
- 1º marzo - Agon Elezi, calciatore macedone
- 1º marzo - Anel Husic, calciatore svizzero
- 1º marzo - Hamza Alaa, calciatore egiziano
- 1º marzo - Calijah Kancey, giocatore di football americano statunitense
- 1º marzo - Matheus Nunes Fagundes de Araújo, calciatore brasiliano
- 1º marzo - Jesús Owono, calciatore equatoguineano
- 1º marzo - Vinícius Paiva, calciatore brasiliano
- 1º marzo - Benjamín Rojas, calciatore cileno
- 1º marzo - Facundo Sanguinetti, calciatore argentino
- 1º marzo - Raúl Torrente, calciatore spagnolo
- 1º marzo - Charles Weerts, pilota automobilistico belga
- 1º marzo - Andrej Đokanović, calciatore bosniaco
- 2 marzo - Remco Balk, calciatore olandese
- 2 marzo - Vladimir Chubulov, calciatore russo
- 2 marzo - Harry Clarke, calciatore inglese
- 2 marzo - Angelo Del Chiaro, cestista italiano
- 2 marzo - Hannah Maddux, pallavolista statunitense
- 2 marzo - Kevin Rolón, calciatore uruguaiano
- 2 marzo - Elías Torres, calciatore argentino
- 3 marzo - Amir Abdijanovic, calciatore austriaco
- 3 marzo - Léo Linck, calciatore brasiliano
- 3 marzo - Théo Bouchlarhem, calciatore francese
- 3 marzo - Tomás Castro Ponce, calciatore argentino
- 3 marzo - Lucas van Foreest, scacchista olandese
- 3 marzo - Daniel Gilford, calciatore anglo-verginiano
- 3 marzo - Aues Gonibov, lottatore russo
- 3 marzo - Matthew Hoppe, calciatore statunitense
- 3 marzo - Jvke, cantautore statunitense
- 3 marzo - Alioune Ndour, calciatore senegalese
- 3 marzo - Zyon Pullin, cestista statunitense
- 3 marzo - Ênio, calciatore brasiliano
- 3 marzo - Nikša Vujanović, calciatore montenegrino
- 4 marzo - Adetomiwa Adebawore, giocatore di football americano statunitense
- 4 marzo - Freya Anderson, nuotatrice britannica
- 4 marzo - Isabelle Haverlag, tennista olandese
- 4 marzo - Rafaīl Mamas, calciatore cipriota
- 4 marzo - Emily Martin, tuffatrice britannica
- 4 marzo - Charles Milesi, pilota automobilistico francese
- 4 marzo - George Pickens, giocatore di football americano statunitense
- 4 marzo - Alessa-Catriona Pröpster, pistard tedesca
- 4 marzo - Vincent Schippers, calciatore olandese
- 4 marzo - Isabelle Thorpe, nuotatrice artistica britannica
- 5 marzo - Asia Bragonzi, calciatrice italiana
- 5 marzo - Alejandro Bran, calciatore costaricano
- 5 marzo - D.J. James, giocatore di football americano statunitense
- 5 marzo - Iyad Mohamed, calciatore francese
- 6 marzo - Álex Balboa, calciatore spagnolo
- 6 marzo - Théo Barbet, calciatore francese
- 6 marzo - Conor Coventry, calciatore irlandese
- 6 marzo - Aryana Engineer, attrice canadese
- 6 marzo - Igor Gomes, calciatore brasiliano
- 6 marzo - Milo Manheim, attore statunitense
- 6 marzo - Tanner McLachlan, giocatore di football americano canadese
- 6 marzo - Zoi Sadowski-Synnott, snowboarder neozelandese
- 6 marzo - Ross Tierney, calciatore irlandese
- 6 marzo - Casey Washington, giocatore di football americano statunitense
- 7 marzo - Ben Bender, calciatore statunitense
- 7 marzo - Lee Buchanan, calciatore inglese
- 7 marzo - Ismael Casas, calciatore spagnolo
- 7 marzo - Robert Cash, tennista statunitense
- 7 marzo - Valentina Cavallar, ciclista su strada e ex canottiera austriaca
- 7 marzo - Yuri Collins, cestista statunitense
- 7 marzo - Frederik Jäkel, calciatore tedesco
- 7 marzo - Bruno Larregui, calciatore uruguaiano
- 7 marzo - Nickisha Pryce, velocista giamaicana
- 7 marzo - Tomás Tavares, calciatore portoghese
- 7 marzo - Takashi Uchino, calciatore giapponese
- 8 marzo - Abraham Bahachille, calciatore venezuelano
- 8 marzo - Stefano Cherchi, fantino italiano († 2024)
- 8 marzo - Yannick Etilé, calciatore francese
- 8 marzo - Xavier Gipson, giocatore di football americano statunitense
- 8 marzo - Germán Darío Gómez, ciclista su strada e pistard colombiano
- 8 marzo - Elikia Mbinga, calciatore olandese
- 8 marzo - Witse Meeussen, ciclocrossista e ciclista su strada belga
- 8 marzo - João Paulo Ribeiro Sovinski, calciatore brasiliano
- 8 marzo - Iuri Tavares, calciatore capoverdiano
- 8 marzo - Tre Tucker, giocatore di football americano statunitense
- 8 marzo - Matilde Vitillo, pistard e ciclista su strada italiana
- 8 marzo - Maximiliano Zalazar, calciatore argentino
- 9 marzo - Jacob Abel, pilota automobilistico statunitense
- 9 marzo - Fahad Badr, calciatore emiratino
- 9 marzo - Toni Fruk, calciatore croato
- 9 marzo - Edgar Guerra, calciatore colombiano
- 9 marzo - Jeon So-mi, cantante sudcoreana
- 9 marzo - Laurine Lugon-Moulin, sciatrice alpina francese
- 9 marzo - Musti, rapper norvegese
- 9 marzo - Kian Ronan, calciatore inglese
- 10 marzo - Esteban Da Silva, calciatore uruguaiano
- 10 marzo - Charles De Ketelaere, calciatore belga
- 10 marzo - Gilberto, calciatore angolano
- 11 marzo - Maximiliano Amarfil, calciatore argentino
- 11 marzo - Andres Dumitrescu, calciatore rumeno
- 11 marzo - Niccolò Filoni, cestista italiano
- 11 marzo - Amin Sarr, calciatore svedese
- 12 marzo - Andreas Sønsterud Amdahl, sciatore alpino norvegese
- 12 marzo - Samuel Ballet, calciatore svizzero
- 12 marzo - Liv Ceder, sciatrice alpina svedese
- 12 marzo - Eva, cantante francese
- 12 marzo - Matias Fonseca, calciatore uruguaiano
- 12 marzo - Nicolai Højgaard, golfista danese
- 12 marzo - Rasmus Højgaard, golfista danese
- 12 marzo - Glenda Esthefania Inzunza Cabrera, nuotatrice artistica messicana
- 12 marzo - Diego Medina, calciatore messicano
- 12 marzo - Shi Cong, ginnasta cinese
- 12 marzo - Panagiōtīs Tzimas, calciatore greco
- 12 marzo - Filip Řeha, ciclista su strada ceco
- 12 marzo - Polina Sergeevna Šuvalova, scacchista russa
- 12 marzo - Alëna Švec, cantante russa
- 13 marzo - Christopher Attys, calciatore haitiano
- 13 marzo - James Garner, calciatore inglese
- 13 marzo - Jalyx Hunt, giocatore di football americano statunitense
- 13 marzo - Michał Karbownik, calciatore polacco
- 13 marzo - Alice Kinsella, ginnasta britannica
- 13 marzo - Kwon Hyeok-kyu, calciatore sudcoreano
- 13 marzo - Otto Niittykoski, combinatista nordico finlandese
- 13 marzo - Olesia Platonova, sincronetta russa
- 13 marzo - Ramon Ramos Lima, calciatore brasiliano
- 13 marzo - Patrick Schulte, calciatore statunitense
- 13 marzo - Daisy Tahan, attrice statunitense
- 14 marzo - Luàna Bajrami, attrice kosovara
- 14 marzo - Niccolò Mannion, cestista italiano
- 14 marzo - Martín Río, calciatore argentino
- 14 marzo - Hannah Thomas, canoista neozelandese
- 15 marzo - Dragoș Albu, calciatore rumeno
- 15 marzo - Carlos Dotor, calciatore spagnolo
- 15 marzo - Kenyon Green, giocatore di football americano statunitense
- 15 marzo - Olivier Léveillé, fondista canadese
- 15 marzo - Kevin McCullar Jr., cestista statunitense
- 15 marzo - Rafiki Saïd, calciatore comoriano
- 15 marzo - Sam van Nunen, nuotatrice olandese
- 16 marzo - Nikolaos Athanasiou, calciatore greco
- 16 marzo - Sacha Bansé, calciatore belga
- 16 marzo - Anis Ben Slimane, calciatore danese
- 16 marzo - Kyle Hamilton, giocatore di football americano statunitense
- 16 marzo - Nuno Lima, calciatore portoghese
- 16 marzo - Takumi Nakamura, calciatore giapponese
- 16 marzo - Decamerion Richardson, giocatore di football americano statunitense
- 16 marzo - Oblique Seville, velocista giamaicano
- 17 marzo - Niklas Hedl, calciatore austriaco
- 17 marzo - Verena Hofer, slittinista italiana
- 17 marzo - Ivan Ilić, calciatore serbo
- 17 marzo - Johnny Juzang, cestista statunitense
- 17 marzo - Bailey Lear, velocista statunitense
- 17 marzo - Nicolás Marichal, calciatore uruguaiano
- 17 marzo - Thasup, rapper e produttore discografico italiano
- 17 marzo - Pietro Pellegri, calciatore italiano
- 18 marzo - Yuri Alberto, calciatore brasiliano
- 18 marzo - Amanda Gutierres, calciatrice brasiliana
- 18 marzo - Carlos Mora, calciatore costaricano
- 18 marzo - David Nemeth, calciatore austriaco
- 18 marzo - Joaquín Pombo, calciatore argentino
- 19 marzo - David Affengruber, calciatore austriaco
- 19 marzo - Atli Barkarson, calciatore islandese
- 19 marzo - Dean Campbell, calciatore scozzese
- 19 marzo - Kei'Trel Clark, giocatore di football americano samoano americano
- 19 marzo - Milan Fretin, ciclista su strada e pistard belga
- 19 marzo - Leon Gütl, snowboarder tedesco
- 19 marzo - Derick Hall, giocatore di football americano statunitense
- 19 marzo - Ahalya Lettenberger, nuotatrice statunitense
- 19 marzo - Lamjed Maafi, lottatore tunisino
- 19 marzo - Ernest Muçi, calciatore albanese
- 19 marzo - Kevin Vázquez, calciatore argentino
- 19 marzo - Ed Carlos, calciatore brasiliano
- 20 marzo - Nik'a Gagnidze, calciatore georgiano
- 20 marzo - Urko González de Zárate, calciatore spagnolo
- 20 marzo - Tristan Jussaume, ciclista su strada e pistard canadese
- 20 marzo - Yahya Kalley, calciatore svedese
- 20 marzo - Sosorbaram Lkhagvasuren, judoka mongola
- 20 marzo - Tijmen van Loon, pistard olandese
- 20 marzo - Samwel Masai, mezzofondista keniota
- 20 marzo - Abduvohid Ne'matov, calciatore uzbeko
- 20 marzo - Apostolos Papastamos, nuotatore greco
- 20 marzo - Braima Sambú, calciatore portoghese
- 21 marzo - Gastón Benedetti, calciatore argentino
- 21 marzo - Sydney Brown, giocatore di football americano canadese
- 21 marzo - Jack Burroughs, calciatore scozzese
- 21 marzo - Paulo Victor Ferreira de Jesus, calciatore brasiliano
- 21 marzo - Husina Kobugabe, giocatrice di badminton ugandese
- 21 marzo - Simone Mantegazza, canottiere italiano
- 21 marzo - Mathias Olesen, calciatore lussemburghese
- 21 marzo - Kristina Ovchinnikova, altista kazaka
- 21 marzo - Fernando Prado, calciatore uruguaiano
- 21 marzo - Matej Rudan, cestista croato
- 21 marzo - Denis Alex Rusu, calciatore rumeno
- 21 marzo - Varvara Subbotina, sincronetta russa
- 22 marzo - Karrar Saad, calciatore iracheno
- 22 marzo - Brandon Dorlus, giocatore di football americano statunitense
- 22 marzo - Jennifer Echegini, calciatrice nigeriana
- 22 marzo - João Ferreira, calciatore portoghese
- 22 marzo - Ayaka Kōra, lunghista giapponese
- 22 marzo - Dmitrij Markitesov, calciatore russo
- 22 marzo - Matthew-Alexander Moncrieffe, cestista canadese
- 22 marzo - Margaux Rouvroy, tennista francese
- 22 marzo - Pablo Solari, calciatore argentino
- 22 marzo - Mia Vallée, tuffatrice canadese
- 22 marzo - Diana Varins'ka, ex ginnasta ucraina
- 23 marzo - Denilson Alves Borges, calciatore brasiliano
- 23 marzo - Rat'i Andronik'ashvili, cestista georgiano
- 23 marzo - Giada Burbassi, calciatrice italiana
- 23 marzo - Shō Fukuda, calciatore giapponese
- 23 marzo - Anna Hall, multiplista statunitense
- 23 marzo - Dalia Kaddari, velocista italiana
- 23 marzo - Juanmi Latasa, calciatore spagnolo
- 23 marzo - Jovan Marković, calciatore serbo
- 23 marzo - Nikos Michelīs, calciatore greco
- 23 marzo - Danilo Mitrović, calciatore serbo
- 23 marzo - Lucia Moris, velocista sudsudanese
- 23 marzo - Andrea Piccolo, ciclista su strada italiano
- 23 marzo - Marcelo Pérez, calciatore paraguaiano
- 23 marzo - Emma Snerle, calciatrice danese
- 23 marzo - Liam van Gelderen, calciatore olandese
- 24 marzo - Karim Attoumani, calciatore francese
- 24 marzo - Clara Burel, tennista francese
- 24 marzo - Jordan Magee, giocatore di football americano statunitense
- 24 marzo - Prince Mumba, calciatore zambiano
- 24 marzo - Agustín Pereira, calciatore uruguaiano
- 24 marzo - Lucas Pires, calciatore brasiliano
- 24 marzo - Jeizon Ramírez, calciatore venezuelano
- 24 marzo - William Saliba, calciatore francese
- 24 marzo - Joe Tippmann, giocatore di football americano statunitense
- 24 marzo - Noel Zwischenbrugger, sciatore alpino austriaco
- 25 marzo - Niklas Beck, calciatore liechtensteinese
- 25 marzo - Kristijan Belić, calciatore belga
- 25 marzo - Cano, rapper spagnolo
- 25 marzo - Santiago Flores, calciatore argentino
- 25 marzo - Conrad Lewandowski, tuffatore thailandese
- 25 marzo - Francis Momoh, calciatore nigeriano
- 25 marzo - Aarne, produttore discografico e beatmaker rumeno
- 26 marzo - Ettson Ayón, calciatore messicano
- 26 marzo - Benoît Badiashile, calciatore francese
- 26 marzo - Niko Galešić, calciatore croato
- 26 marzo - Drew Helleson, hockeista su ghiaccio statunitense
- 26 marzo - Toshio Lake, calciatore olandese
- 26 marzo - Felix Strauß, calciatore austriaco
- 26 marzo - Khéphren Thuram, calciatore francese
- 26 marzo - Laureano Troncoso, calciatore argentino
- 26 marzo - Jameson Williams, giocatore di football americano statunitense
- 26 marzo - Eric Wyler, sciatore alpino svizzero
- 27 marzo - Tiago Araújo, calciatore portoghese
- 27 marzo - Natanael Cano, cantante messicano
- 27 marzo - Juan Cruz Guasone, calciatore argentino
- 27 marzo - Tyler Kolek, cestista statunitense
- 27 marzo - David Roddy, cestista statunitense
- 28 marzo - Alonso Aceves, calciatore messicano
- 28 marzo - Adrià Altimira, calciatore spagnolo
- 28 marzo - Hannah Auchentaller, biatleta italiana
- 28 marzo - Damiano Catania, pallavolista italiano
- 28 marzo - Josh Honohan, calciatore irlandese
- 28 marzo - Federico Nilo Maldini, tiratore a segno italiano
- 28 marzo - Mostafa Meshaal, calciatore qatariota
- 28 marzo - Tiago Palacios, calciatore uruguaiano
- 28 marzo - Ron Polonsky, nuotatore israeliano
- 28 marzo - María Vicente, multiplista e triplista spagnola
- 28 marzo - Wang Xiyu, tennista cinese
- 29 marzo - Alexis Beka Beka, calciatore francese
- 29 marzo - Lucas Beltrán, calciatore argentino
- 29 marzo - Gonçalo Borges, calciatore portoghese
- 29 marzo - Hector Pardoe, nuotatore britannico
- 29 marzo - Wiktor Pleśnierowicz, calciatore polacco
- 29 marzo - Nadav Raisberg, ciclista su strada e mountain biker israeliano
- 30 marzo - Anderson Contreras, calciatore venezuelano
- 30 marzo - Raymond Dennis, cestista statunitense
- 30 marzo - Sandra Escacena, attrice spagnola
- 30 marzo - Giovanni Franzoni, sciatore alpino italiano
- 30 marzo - Karlo Matković, cestista bosniaco
- 30 marzo - Evans Maurin, calciatore francese
- 30 marzo - Greekazo, rapper svedese
- 30 marzo - Anastasija Potapova, tennista russa
- 30 marzo - Kareem Queeley, cestista britannico
- 30 marzo - Rotem Tene, pistard e ciclista su strada israeliano
- 31 marzo - Uladzislaŭ Davyskiba, pallavolista bielorusso
- 31 marzo - César Haydar, calciatore colombiano
- 31 marzo - Đorđe Pažin, cestista serbo
- 31 marzo - Sofija Tarasova, cantante ucraina
- 31 marzo - James Wiseman, cestista statunitense